# Station Lanchères-Pendé
Station Lanchères-Pendé is een spoorwegstation aan de Spoorlijn van de Sommebaai in de Franse gemeente Lanchères op de grens met de buurgemeente Pendé in het departement Somme in de Franse regio Hauts-de-France.